# 36 widoków na górę Fudżi (Hiroshige)
36 widoków na górę Fudżi (jap. 富士三十六景 Fuji-sanjūrokkei) – seria 36 drzeworytów wykonanych w stylu ukiyo-e przez sławnego japońskiego artystę Hiroshige Andō (1797–1858), zwanego także Hiroshige Utagawa. Przedstawiają one górę Fudżi (Fuji-san) widzianą z 36 miejsc, o różnych porach dnia i roku.

## Galeria wybranych dzieł

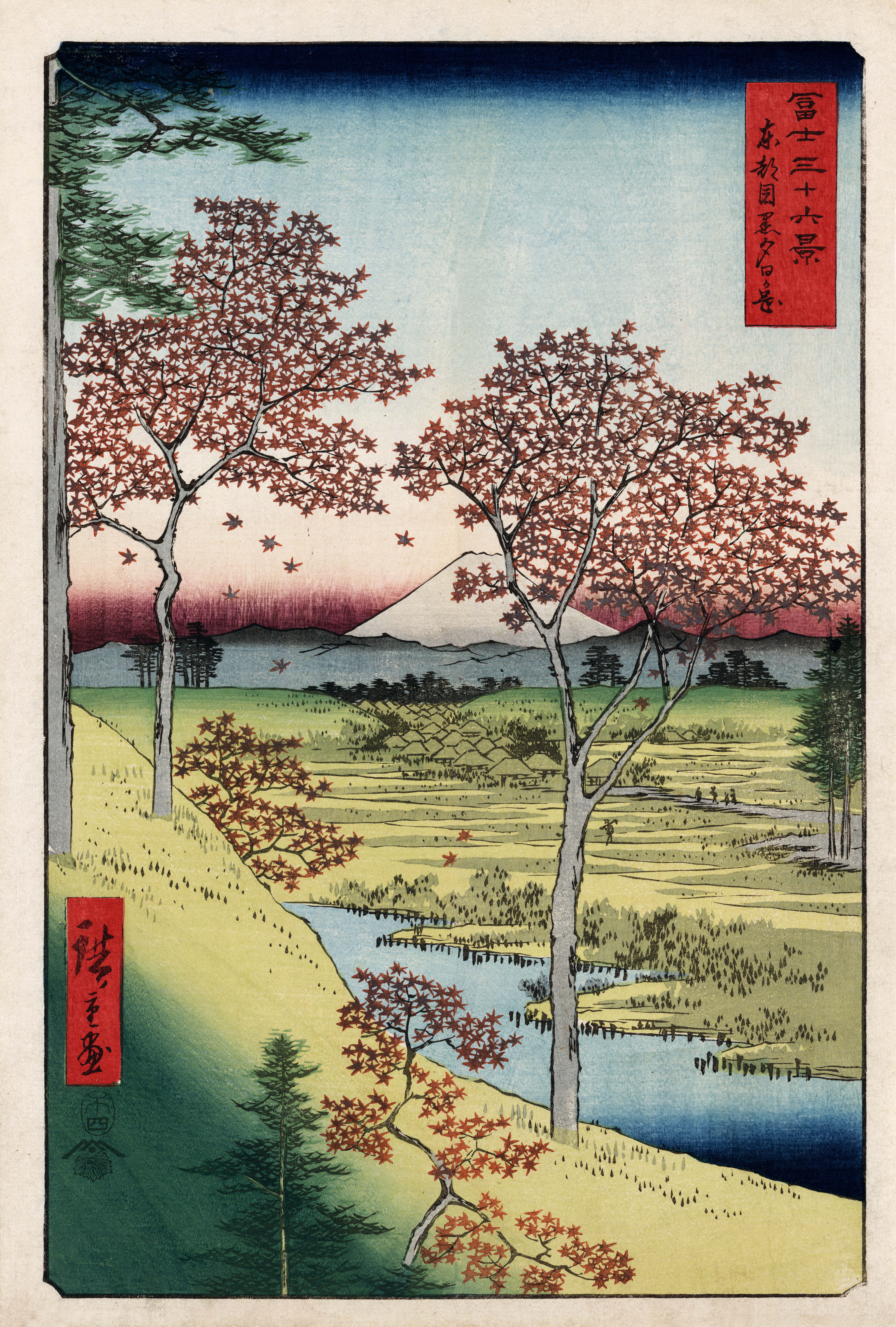
Meguro (ob. dzielnica Tokio)
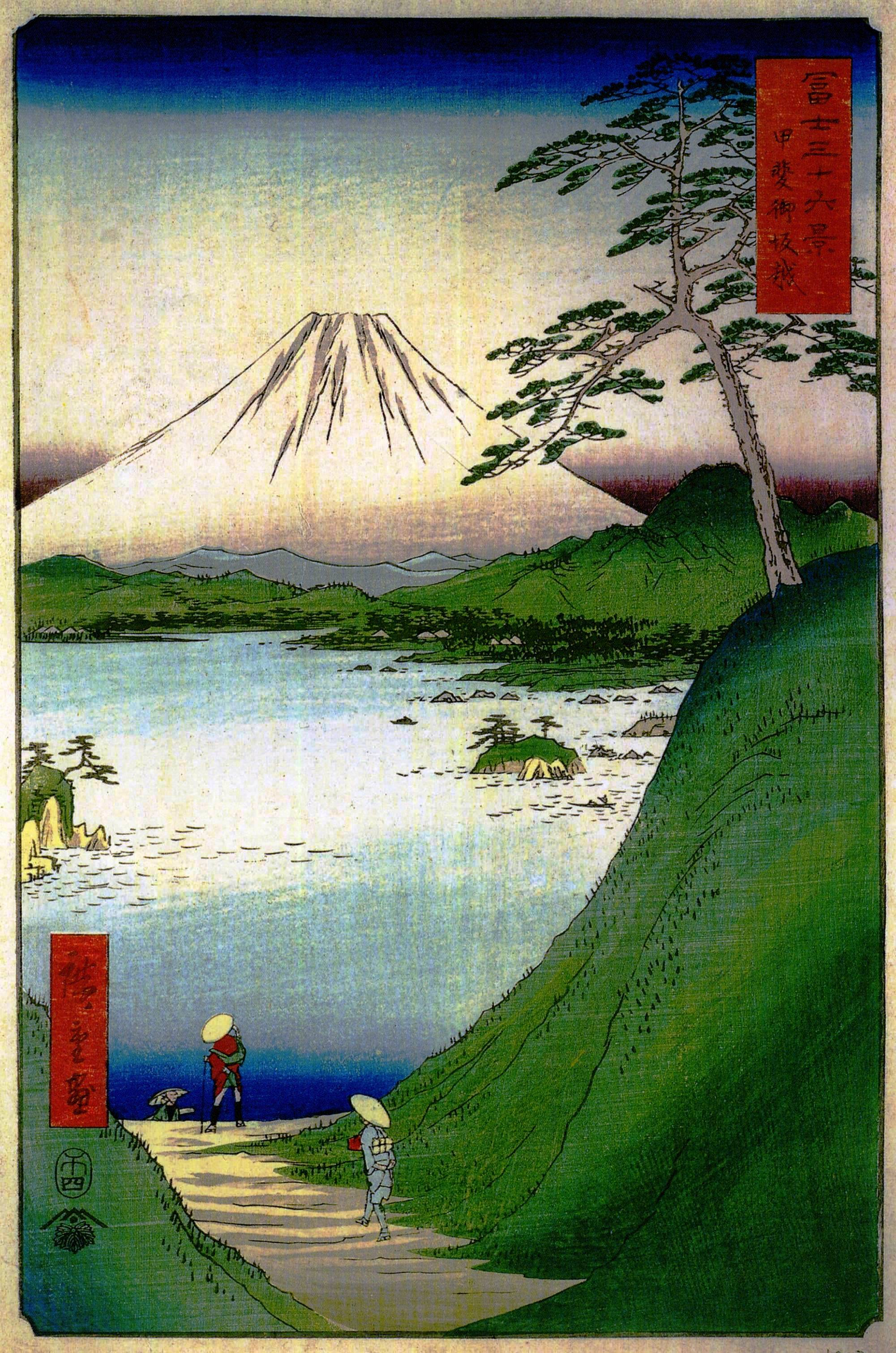
Przełęcz Misaka w prowincji Kai (ob. prefektura Yamanashi)
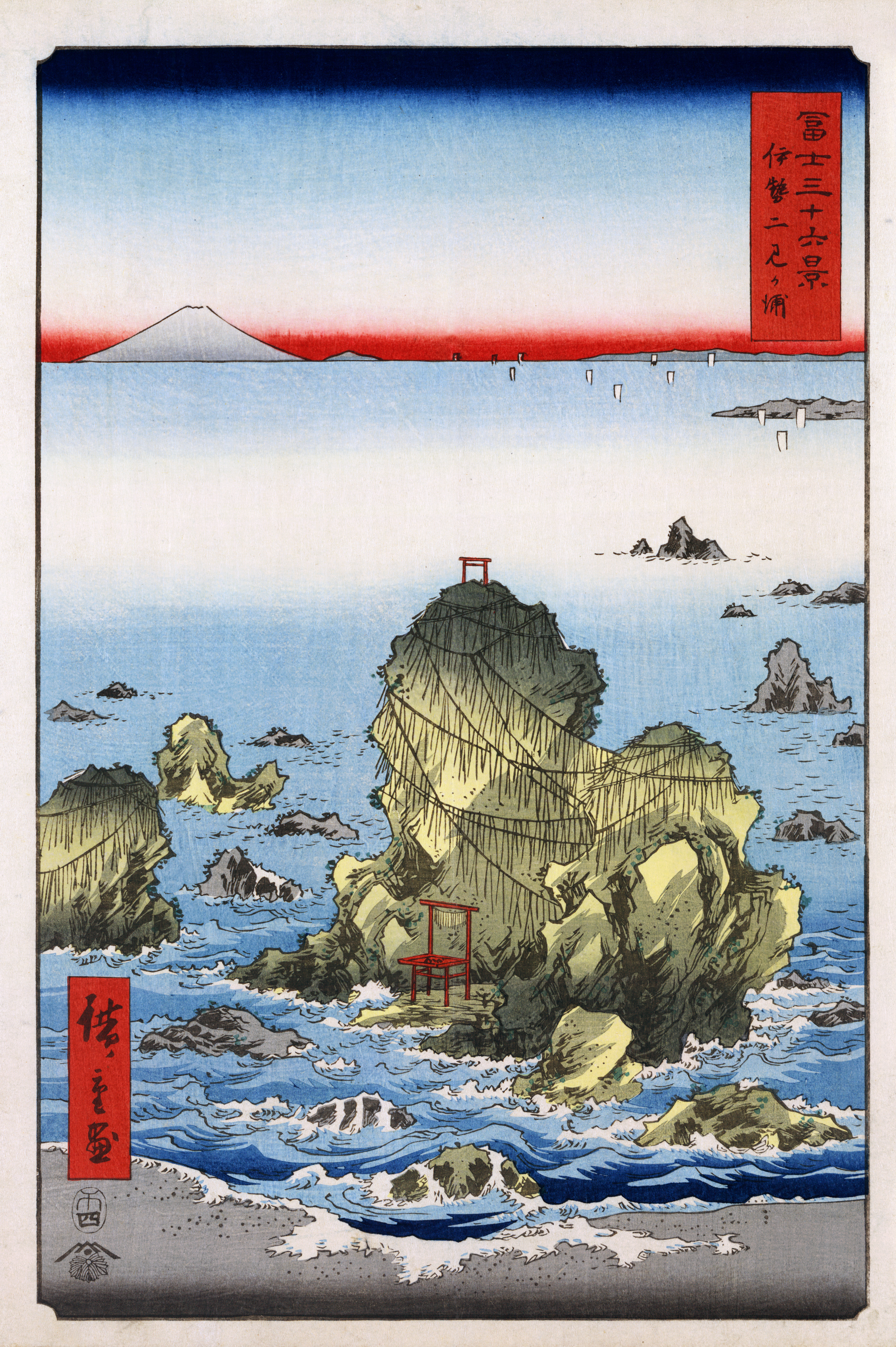
Futami-ga-ura w prowincji Ise (ob. prefektura Mie)
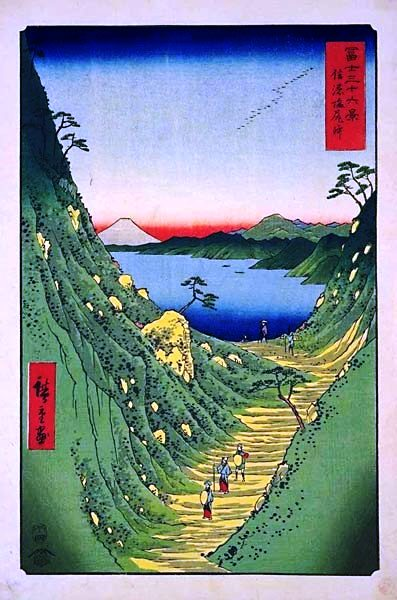
Przełęcz Shiojiri w prowincji Shinano, (ob. prefektura Nagano)
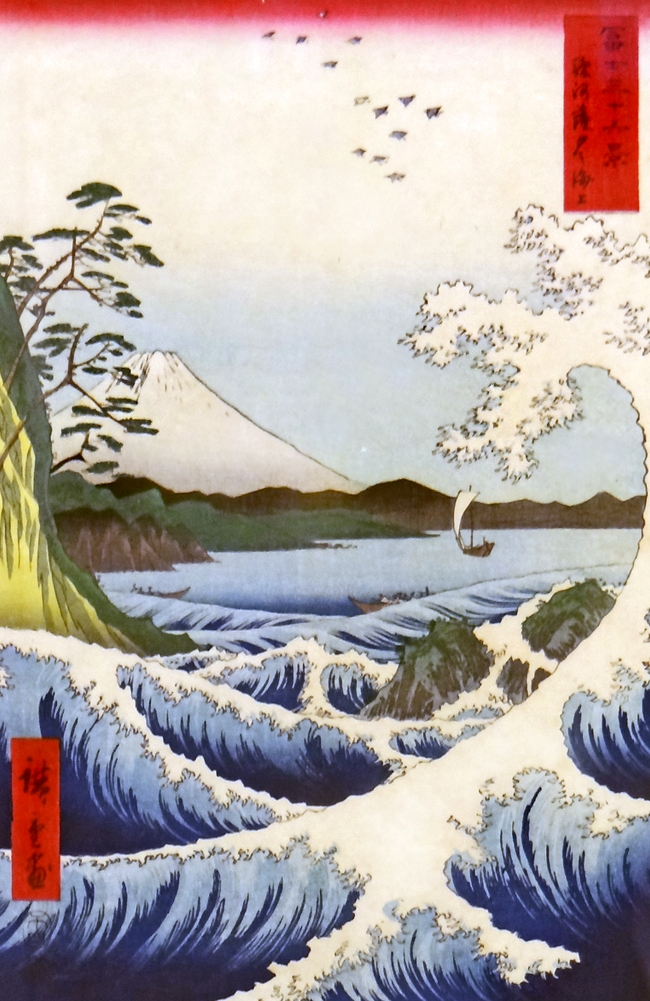
Przełęcz Satta, prowincja Suruga (ob. prefektura Shizuoka)
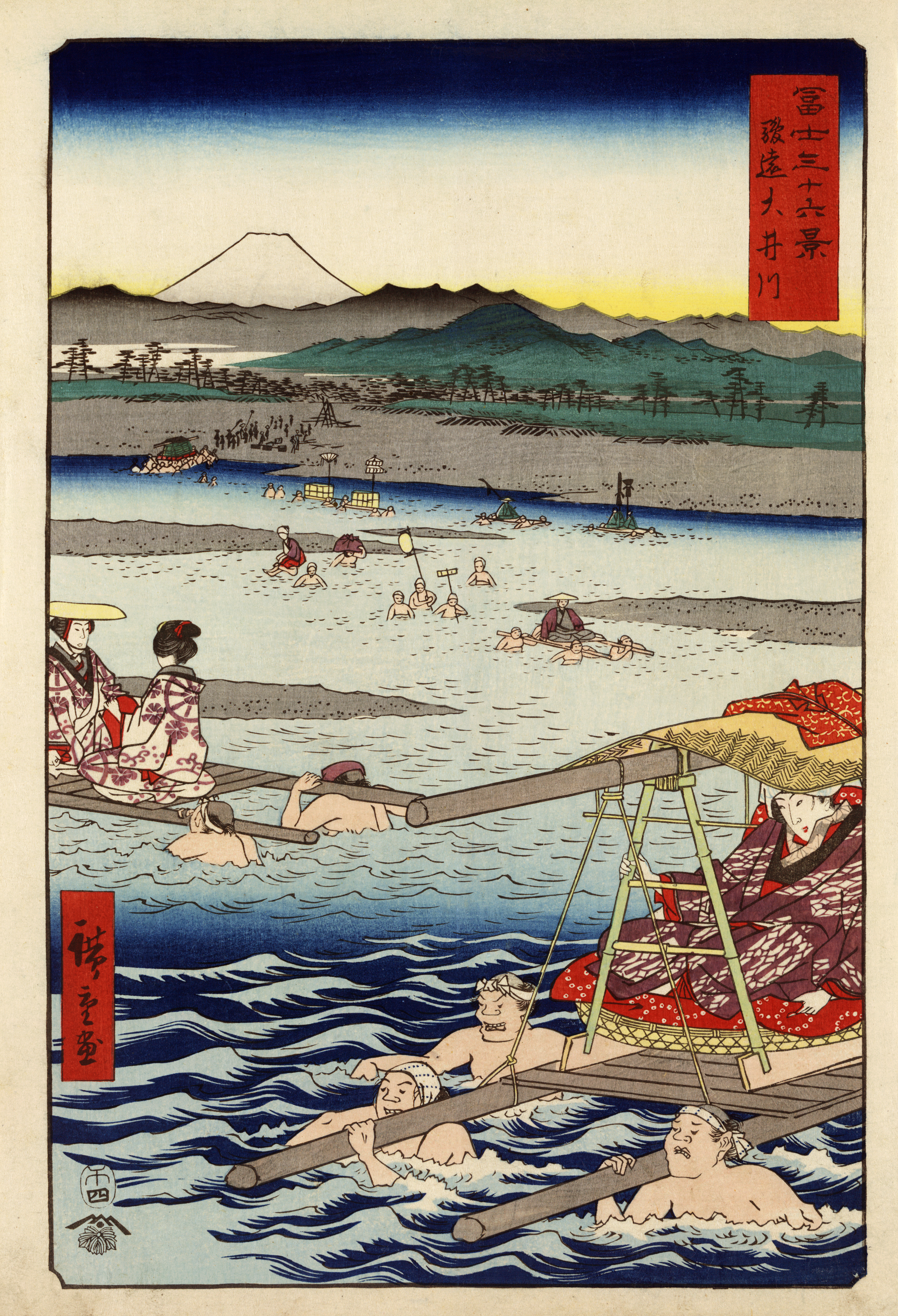
Rzeka Ōi pomiędzy prowincjami Suruga i Tōtōmi (ob. prefektura Shizuoka)

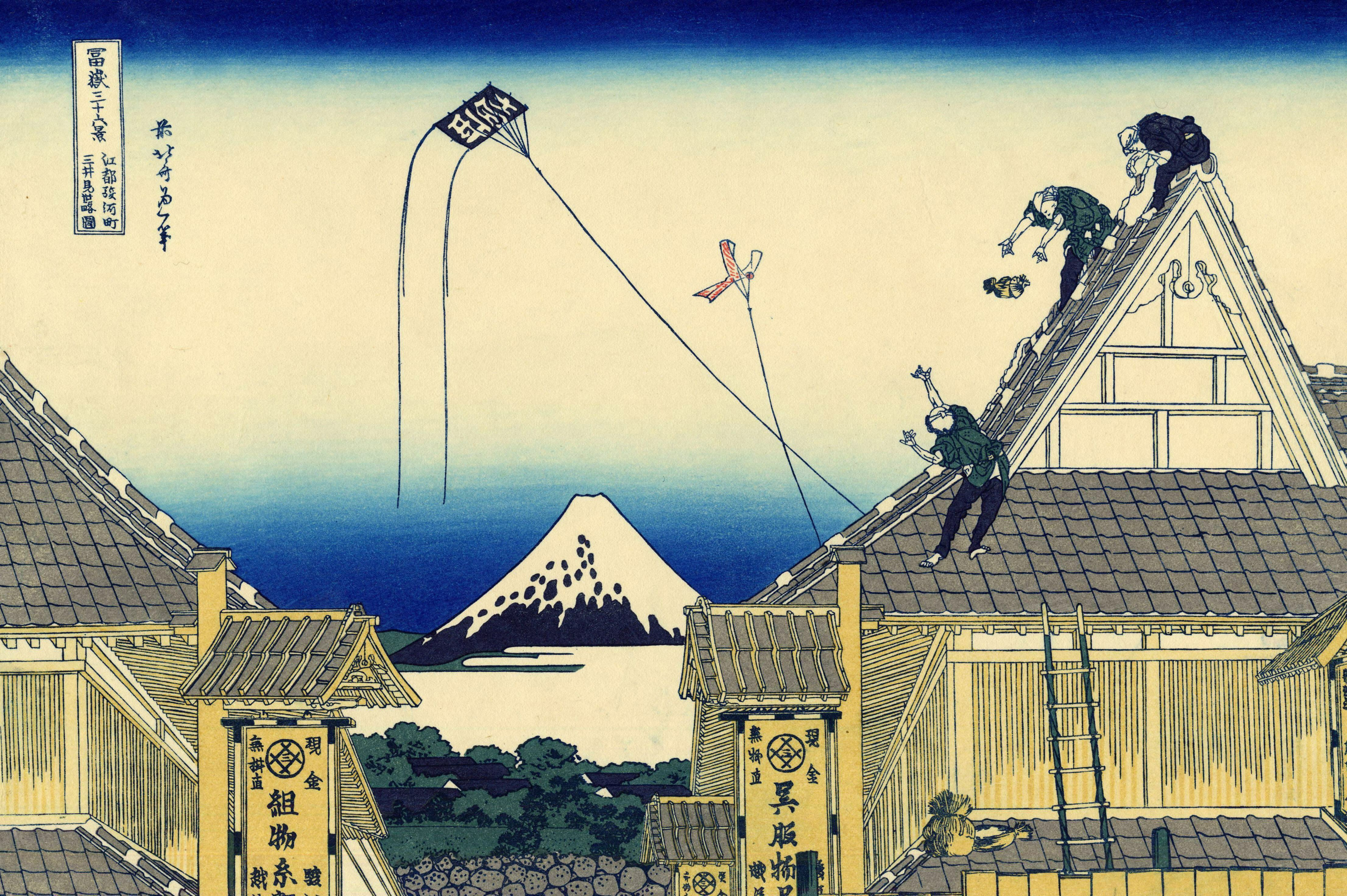
Sklep Mitsui na ul. Suruga w Edo
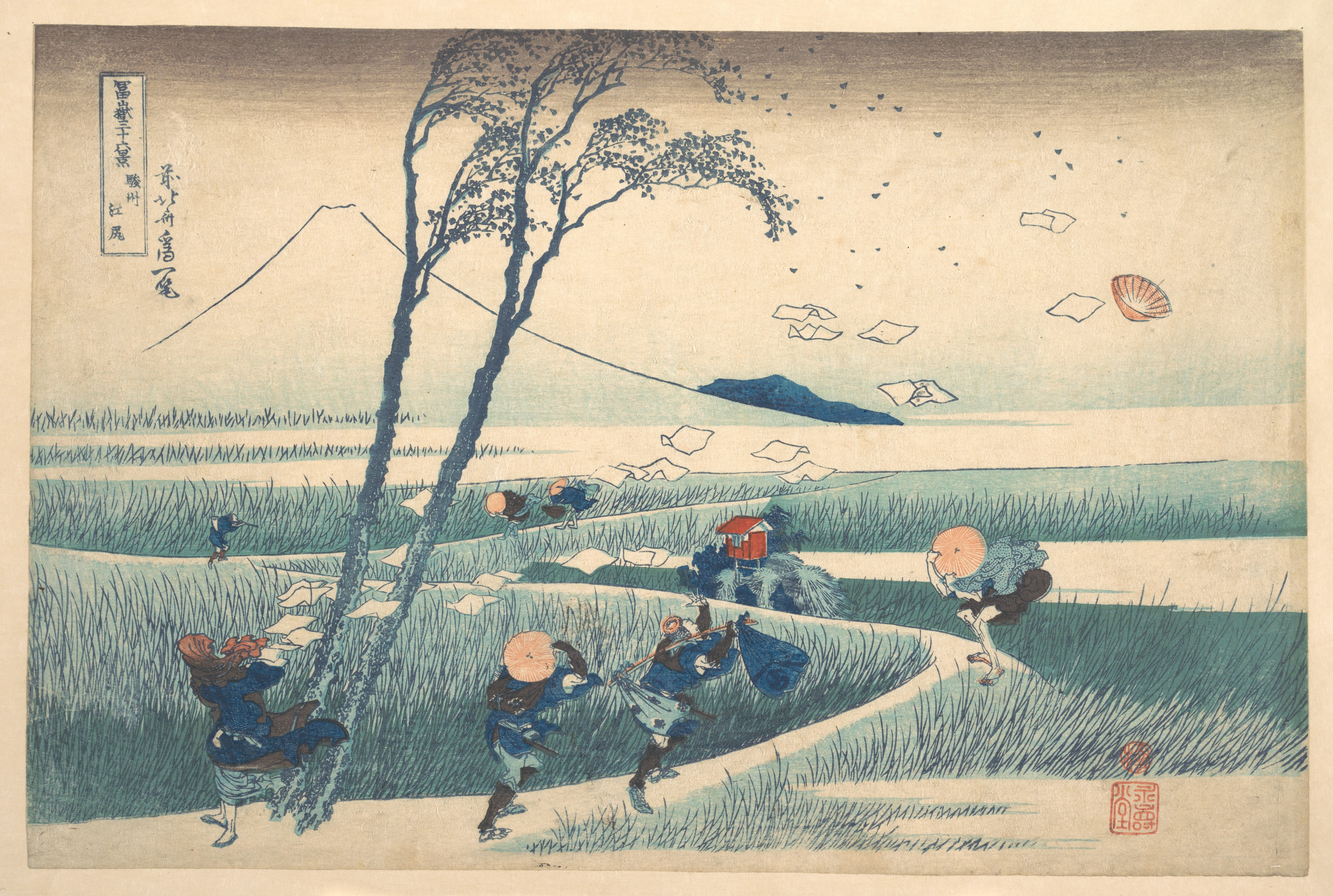
Ejiri w prowincji Suruga (ob. prefektura Shizuoka)
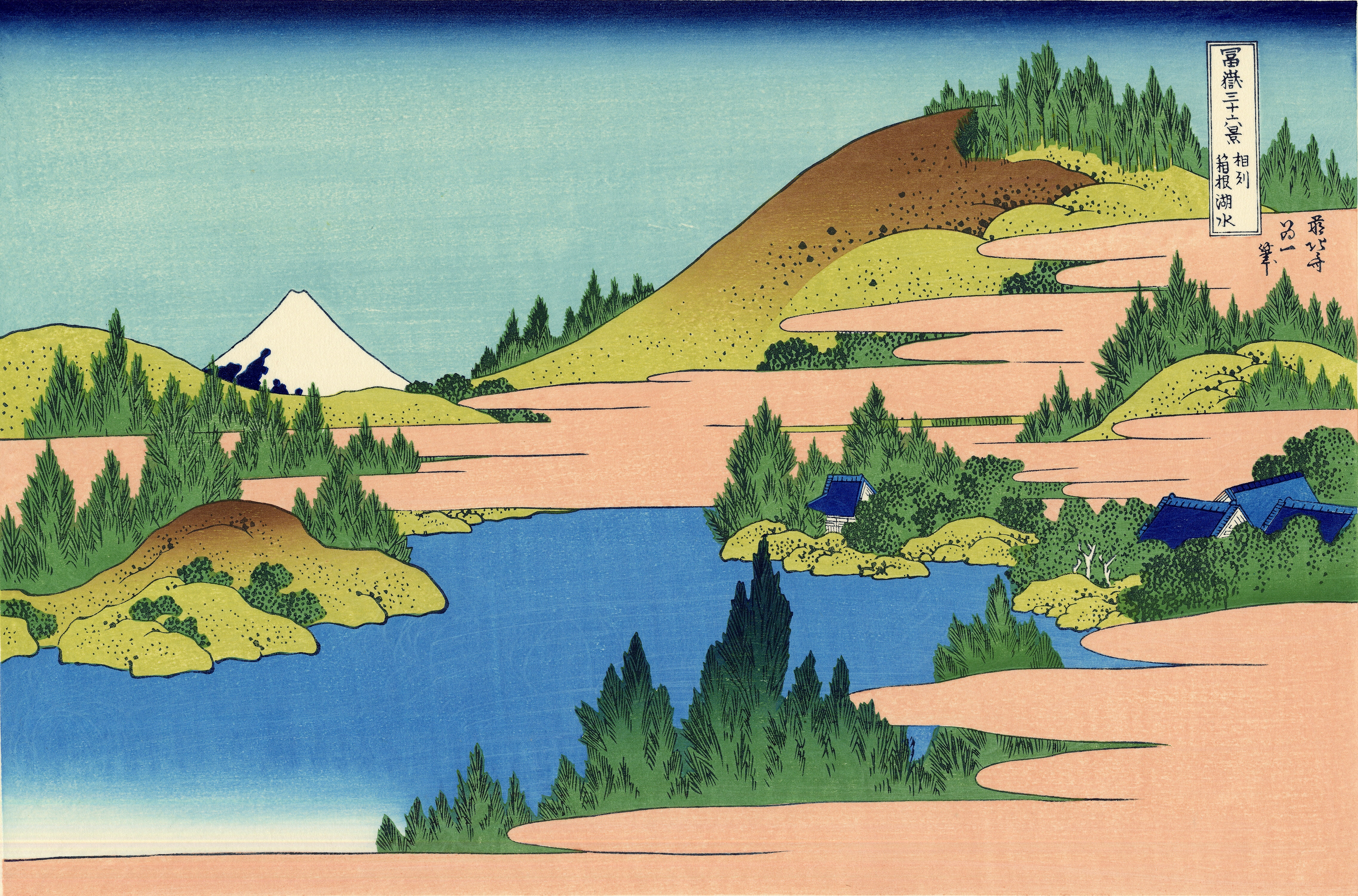
Jezioro Hakone w prowincji Sagami (ob. jezioro Ashi, prefektura Kanagawa)